# اکمیه گواینومبیورم
اکمیه گواینومبیورم (نام علمی: Aechmea guainumbiorum) نام یک گونه از سرده اکمیه است.